# Industrie du sexe

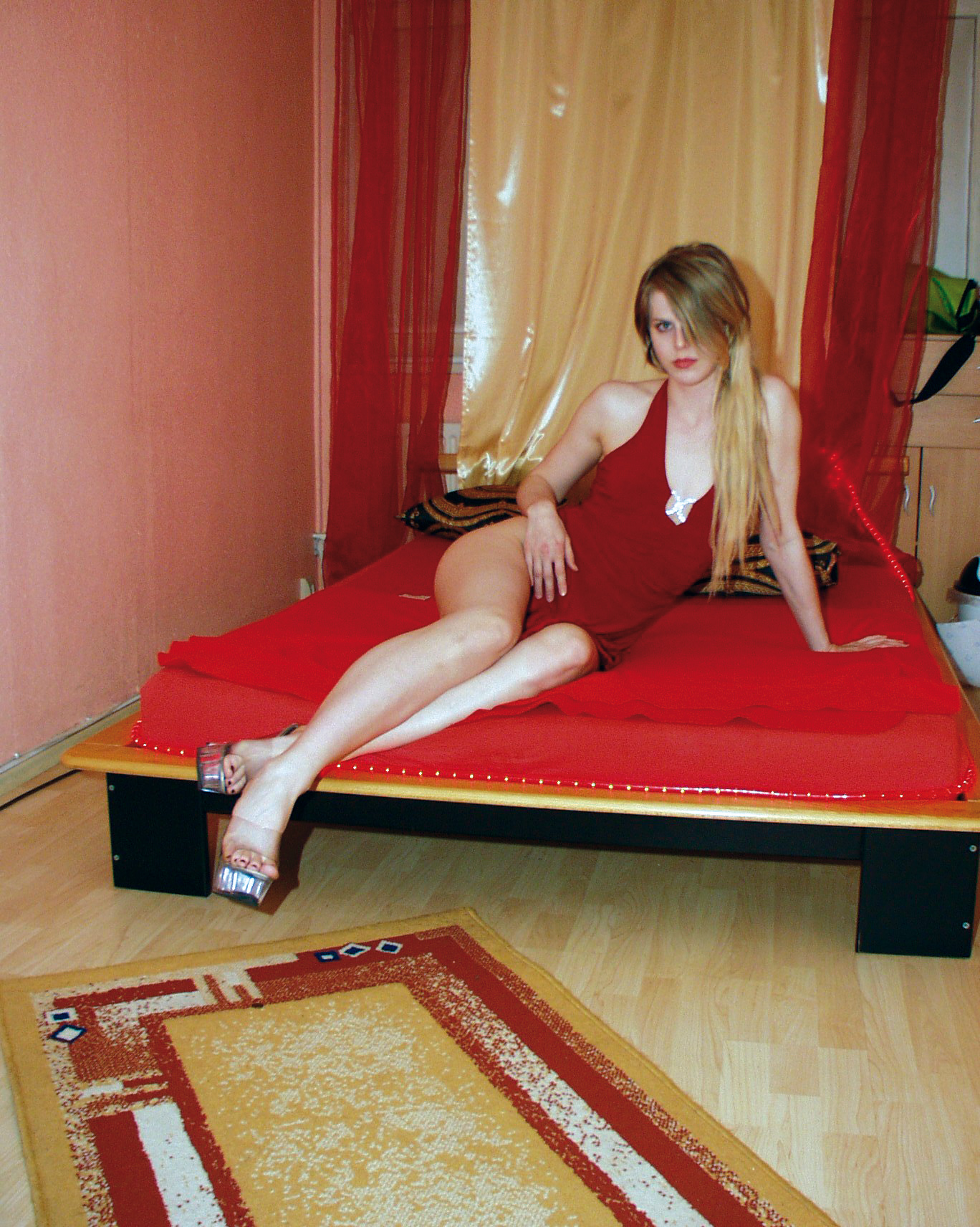
Prostituée allemande.

L'industrie du sexe recouvre l'ensemble du commerce et des moyens mis en place pour vendre des produits et des services à caractère sexuel. 
Le terme industrie est cependant peu adapté car il recouvre ici autant des travailleurs du sexe opérant individuellement que des petits établissements, ou des structures d'entreprises multinationales dont certaines sont cotées en bourse. Au total, on estime que le chiffre d'affaires de l'industrie du sexe approcherait les 50 milliards d'euros par an.[réf. nécessaire]
Sont notamment classés sous ce vocable :
- La production pornographique (réalisation de revues pornographiques, films, vidéos, ou autres supports représentant des pratiques sexuelles) ;
- La commercialisation de produits adultes, en sex shops, par correspondance, ou par le biais de sites internet spécifiques ;
- Les clubs de striptease ;
- Les établissements dédiés à l'échangisme, aux rapports sexuels sur place, hétérosexuels ou homosexuels ;
- La prostitution organisée avec ses dérivés, escorts, « salons de massages », « bars d'entraîneuses », appelés aussi parfois « bars champagne ».

L'expression industrie du sexe peut donc recouvrir, selon les pays et les législations, un ensemble d'activités très diverses, dont certaines sont parfaitement licites et d'autres illégales, voire en lien avec le crime organisé.

## Tourisme sexuel international
Certaines personnes, hommes ou femmes peuvent voyager loin de chez eux dans le but de rencontrer des prostituées locales, ce qui est communément appelé tourisme sexuel, et qui peut avoir des effets socio-économiques importants dans les pays et régions de destination. Le tourisme sexuel masculin peut avoir pour effet d’augmenter l’offre structurée de services sexuels dans les pays d'accueil, alors que le tourisme sexuel féminin a tendance à ne pas utiliser des installations spécifiquement dédiées à cet effet. Comme d’autres formes de tourisme, le tourisme sexuel peut avoir un impact significatif sur des économies locales, en particulier dans des centres urbains populaires et les lieux ayant acquis une réputation de destinations de tourisme sexuel. Le tourisme sexuel peut être accru par de lois anti-prostitution différentiées selon les pays et créer souvent des problèmes sociaux dans le pays d'accueil.
Selon certains ouvrages, le phénomène compterait pour 2 à 14%  du PIB des pays d’Asie du Sud-Est concernés. Le développement a été largement amplifié par la présences dans ces pays de bases militaires étrangères, notamment américaines.

## Pornographie
La pornographie est la représentation explicite de sujets sexuels explicites à des fins d'excitation sexuelle et de gratification érotique,. Un mannequin pornographique pose pour des photos pornographiques. Un acteur de film pornographique ou une star du porno joue dans des films pornographiques. Dans les cas où les compétences dramatiques sont limitées, l'interprète d'un rôle dans un film pornographique peut être appelé "modèle pornographique". La pornographie peut être mise à la disposition du consommateur sur différents supports: livres, magazines, cartes postales, photographies, sculptures, dessins, peintures, animations, enregistrements sonores, films, vidéos ou jeux,. Toutefois, lorsque des actes sexuels sont accomplis devant un public, il ne s'agit pas, par définition, de pornographie, car le terme s'applique à la représentation de l'acte, et non à l'acte lui-même. Ainsi, les images telles que les sex-shows et les strip-teases ne sont pas considérées comme de la pornographie. 
Les premiers ordinateurs domestiques pouvant être connectés à un réseau ont permis l'émergence de services en ligne pour adultes à la fin des années 1980 et au début des années 1990,. L'adoption généralisée du World Wide Web est rapidement devenue le "dot-com boom", alimenté en partie par une augmentation mondiale incroyable de la demande et de la consommation de pornographie et d'érotisme. Vers 2009, les revenus de l'industrie pornographique américaine, de l'ordre de 10 à 15 milliards de dollars par an, étaient supérieurs aux revenus combinés du sport professionnel et de la musique en direct, et égalaient ou dépassaient à peu près les recettes du box-office d'Hollywood.
Les preuves de l'impact social de la pornographie sont contradictoires. Certains résultats proviennent d'une méta-analyse résumant les données d'études antérieures. Une méta-analyse de 2015 a montré que la consommation de pornographie est en corrélation avec l'agression sexuelle,.